# Смогожувек
Смогожувек (пол. Smogorzówek) — село в Польщі, у гміні Вінсько Воловського повіту Нижньосілезького воєводства.
Населення — 124 особи (2011).
У 1975—1998 роках село належало до Вроцлавського воєводства.

## Демографія
Демографічна структура станом на 31 березня 2011 року:
|          | Загалом | Допрацездатний вік | Працездатний вік | Постпрацездатний вік |
| -------- | ------- | ------------------ | ---------------- | -------------------- |
| Чоловіки | 64      | 8                  | 51               | 5                    |
| Жінки    | 60      | 9                  | 32               | 19                   |
| Разом    | 124     | 17                 | 83               | 24                   |